# Българо-турски революционен комитет
Българо-турският революционен комитет е българо-турска революционна организация в Македония, създадена в 1913 година и на практика подчинена на Вътрешната македоно-одринска революционна организация. След Първата световна война организацията е активна предимно в Източна Македония и Тракия под името Българо-турска вътрешна революционна организация.

## История

### След Балканските войни
Комитетът е създаден след като по-голямата част от Македония попада под гръцка и сръбска власт. Възобновената ВМОРО предприема политика за спечелване на подкрепата на мюсюлманското – турско и албанско население в сръбска Вардарска Македония. През август 1913 година в Цариград са изпратени дейците на организацията Димитър Мирчев и Александър Димитров, които получават положителен отговор от правителството на Саид Халим паша, и вследствие в османската столица е изпратена делегация за преговори. Постигнато е споразумение за създаването на обща организация, наречена Българо-турски революционен комитет. Организацията е насочена срещу сръбската и гръцката власт, бори се за постигане на автономия за Македония с помощта на смесени българо-турски чети, а ВМОРО открива постоянно представителство в Цариград. В протокол от 17 ноември 1913 година се казва:
| „ | Българският и турският революционни комитети, които желаят да се добие автономно управление на Македония, са решили да прибегнат до всички законни и незаконни средства за постигането на тая свещена цел. | “ |

Предвидените законни средства са пропаганда сред българското, турското, албанското и влашкото население за религиозно и общинско национално самоуправление, а нелегалните са – въоръжена борба и диверсионни действия.
През септември 1913 година членът на комитета Есад паша пристига във Вардарска Македония с мисия да съдейства за присъединяване на местните турци към българската борба със сръбската власт. В началото на 1914 година ВМОРО подпомага и пристигането на първите пет турски чети в Македония начело с Акиф бей, Мехмед Али бей, Черкез Али бей и Хюсеин капитан. Четите са придружавани от български четници и куриери и започват да действат сред турското население в Кукушко, Драмско, Дойранско, Радовишко и Щипско. Началник на четите е младотурчинът Чолак Ибрахим бей, който се установява в Струмица, България. Турските чети успяват да настроят местното турско население срещу властта и да осигурят добър прием на четите на ВМОРО в турските села.
Общите българо-турски действия са одобрени от османския посланик във Виена и бивш губернатор на Македония в Солун Хюсеин Хилми паша.

### По време на Първата световна война
През 1915 година Павел Шатев си сътрудничи с Фуат Балкан, а Петър Чаулев с Чолак Ибрахим бей за съвместни българо-турски акции срещу Гърция и Сърбия, включително за Валандовската акция. Турската чета на Хюсеин Хаки бей участва във Валандовската акция заедно с българските чети.
Българо-турската конвенция от 1915 година оформя влизането на България на страната на Централните сили в Първата световна война. И двете страни са на страната на победените през 1918 година. Съвместните действия между ръководителите на новосъздадената ВМРО и турската страна се подновяват след Парижките мирни договори от 1919 г. След края на Първата световна война в Цариград ВМРО създава свое задгранично представителство. Подписано е и споразумение между турското правителство и ЦК на ВМРО за взаимодействие в Македония срещу сърбите през 1921 г., като преговорите са водени под патронажа на Мустафа Кемал и Тодор Александров. В резултат на него се създават българо-турски чети в Македония, а в случаите, когато те не са обединени, действат съгласувано.

### След Първата световна война
В 1920 г. гърците окупират цяла Западна и Източна Тракия, като българи и турци съставят „Правителство на националната защита“, което поставя искането за автономия на областта. Великите сили игнорират исканията на местното население. В последвалата Гръцко-турска война (1919-1922) Гърция е победена и губи Източна Тракия. След войната и установяването на гръцкия режим в Беломорието, през ноември 1922 година е създадена Българо-турска вътрешна революционна организация (БТВРО) фокусирала дейността си в Източна Македония и Тракия. За главен войвода на Организацията е избран Тане Николов. Под негово командване са 13 български и 7 турски чети. От турска страна ръководител е Фуат Балкан. Четите организират останалото там българско и турско население, разрушават съобщителни връзки, нападат гръцки военни постове и села на гръцки колонисти. Правителството на Александър Стамболийски оказва подкрепа с оръжие и боеприпаси, с надеждата чрез изясняване на реалната ситуация в Тракия да окаже натиск върху Лозанската конференция. След 9 юни 1923 година Цанковият кабинет, нуждаещ се от международна подкрепа разформирова българските чети. Николов прекратява въоръжената борба срещу гърците, а повечето турци са депортирани или се примиряват. Част от водачите ѝ обаче не прекратяват дейността си и през септември стават инициатори за създаване на нова организация, изградена само от българи – Вътрешна тракийска революционна организация.